# Service d’action civique
Der Service d’action civique (SAC) war von 1960 bis 1982 ein (de jure) gemeinnütziger Verein in Frankreich. Er stand im Dienste des Generals de Gaulle und seiner gaullistischen Nachfolger und kann als eine Art inoffizieller Sicherheitskräfte betrachtet werden, die sich dem General als Leibgarde nach seiner Rückkehr ins Amt im Jahr 1958 zur Treue verpflichtet hatten. Führende Organisatoren der SAC waren die Politiker und ehemaligen Résistance-Angehörigen Charles Pasqua und Jacques Foccart.
Gegründet wurde der SAC am 4. Januar 1960 gemäß einem Verein nach dem Gesetz von 1901. Während der Endphase des Algerienkriegs hat der SAC zunächst die OAS unterwandert und verriet OAS Mitglieder an die Polizei. Auch hatte man als Schein Studentengruppen gegründet, um OAS-Sympathisanten anzulocken und anschließend zu hintergehen. Nach dem Ende des Algerienkriegs und mit ihm der OAS verschwunden war, hat der SAC sich gegen die Unabhängigkeitsbewegung auf der Insel Korsika gewandt. So unterwanderte man FLNC. Auch baute man heimlich eine Gegenbewegung, die Francia, auf. Dabei wurde der SAC von den Geheimdiensten der französischen Regierung unterstützt. Um die Regierung nicht hineinziehen zu lassen, hat der SAC Ganoven für besonders heikle Aktionen angeworben. Zum Teil kamen die Ganoven direkt aus dem Gefängnis. Die Polizei sah sich gezwungen solche Verbrecher laufen zu lassen, weil sie vermeintliche diplomatische Pässe hatten oder andere Papiere erhielten, welche sie schützten. Zudem wandte sich der SAC auch gegen Arbeiterbewegungen oder kommunistische Vertretungen und wendete gegen diese Gruppen auch Gewalt an. Die Gewalt gegen linke Gruppierungen endete etwa 1975, als die konservativen gaullistischen Kräften innerhalb des französischen Staatsapparats, vor allem das Innenministerium, immer wie weniger Kontrolle hatten. Ein weiterer Zweig besorgte Schwarzgeld im Import-Export, Drogen- oder Waffenhandel und ließ das Geld Gaullistischen Gruppen zu kommen. Einen großen Aufschrei verursachte der SAC als der Polizist Jacques Massié zusammen mit mehreren Familienangehörigen und Freunden am 19. Juli 1981 ermordet wurde. Die verurteilten Mörder gaben an, dass sie eigentlich nur Papiere suchten, welche der Polizist angeblich der Sozialistischen Partei geben wollte. Anschließend wurde die unrühmliche Rolle des SAC vom Parlament aufgearbeitet. Am 28. Juli 1982 wurde der Verein von der Regierung aufgelöst. Der militante Arm hörte jedoch erst 1983 auf zu existieren.